# شنلی (پنسیلوانیا)
شنلی (به انگلیسی: Schenley) یک منطقهٔ مسکونی در ایالات متحده آمریکا است که در پنسیلوانیا واقع شده‌است. جاده ۲۰۶۲ اصلی ترین و تنها بزرگراه ورود به این منطقه است. شنلی با رودخانه آلگنی و رودخانه کیسکیمینتاس احاطه شده است.